# Gmina Union (hrabstwo Delaware, Iowa)

Położenie Gminy Union w hrabstwie Delaware

Gmina Union (ang. Union Township) – gmina w USA, w stanie Iowa, w hrabstwie Delaware. Według danych z 2000 roku gmina miała 292 mieszkańców, a jej powierzchnia wynosi 77,2 km².